# La Trinidad (Nicaragua)
La Trinidad es un municipio del departamento de Estelí en la República de Nicaragua, fue fundada en el año 1789 por el sacerdote Pedro Ricardo Pérez.

## Geografía
La geografía del municipio de La Trinidad está conformada por un relieve fuertemente accidentado. Encontrándose cadenas montañosas, serranías, mesetas, cerros aislados y pedregosos además de pequeños valles. Las montañas más altas se encuentran al suroeste del municipio y algunas de estas rodean el área urbana.
- El Bonete 1,314 m s. n. m.
- El Cacao 1,219 m s. n. m.
- El Picacho y Oyanka 1,198 m s. n. m.
- El Espino 1,088 m s. n. m.
- La Mocuana 1,021 m s. n. m.

Los ecosistemas más representativos son las áreas de cultivo y pastizales, aún se conservan algunas áreas de bosques, especialmente al oeste del área urbana y en el área de amortiguamiento de la Reserva Natural Cerro Tomabú. Las especies arbóreas más comunes son: roble, guacal chaparro, guanacaste, cedro real, ojoche, genizaro, madero negro, jiñocuabo, laurel entre otros.
La fauna que aún se encuentra en el municipio está representada por mamíferos como: venado cola blanca, conejo común, ardilla, guardatinaja y entre los reptiles más conocidos están: la iguana, el garrobo y varias especies de serpientes.
Entre las aves más frecuentes se encuentran:el carpintero careto, carpintero castaño, loros y tityra.
El afluente hídrico más significativo y simbólico es el Río Viejo conocido como Río El Tamarindo, ubicado aproximadamente a 15 kilómetros al este de la ciudad. Otros afluentes hídricos como el río de La Trinidad se han visto deteriorados y contaminados por la influencia humana.

### Límites
Limita al norte con el municipio de Estelí, al sur con el municipio de San Isidro, al este con los municipios de San Rafael del Norte, Jinotega y Sébaco y al oeste con el municipio de San Nicolás.

## Historia
Se estima que la presencia humana en el territorio que hoy comprende el municipio de La Trinidad data del año 750 a. C. aproximadamente, esta fecha se da gracias a prueba de carbono 14 realizada a restos de una osamenta encontrada en el año 2006 en el sitio arqueológico El Tamarindo. Se cree que el grupo de población autóctono en el territorio de La Trinidad eran los indios Matagalpa, pero los restos culturales encontrados en los sitios arqueológicos atestiguan la ocupación del territorio por al menos tres grupos étnicos diferentes: los Matagalpas, Chorotegas y Nahuas o Nicaraos. Los principales asentamientos indígenas se ubicaban en los sitios que hoy se conocen como: Mechapa, Las Ánimas, San Lorenzo, La Laguna y El Tamarindo. Por causas desconocidas y aún no estudiadas el territorio fue abandonado por sus habitantes posiblemente a inicios de la conquista. Los hallazgos arqueológicos encontrados en La Trinidad se componen de petroglifos, pictografía esto es pinturas rupestres en cuevas, cerámica de distintos períodos y estilos propios de los grupos étnicos además de puntas de lanzas entre otras, parte de este patrimonio es resguardados en el Museo Klaus Koschmieder ubicado en el Parque Central de La Trinidad, este lleva su nombre en honor al arqueólogo alemán que realizó las excavaciones arqueológicas en el sitio El Tamarindo.

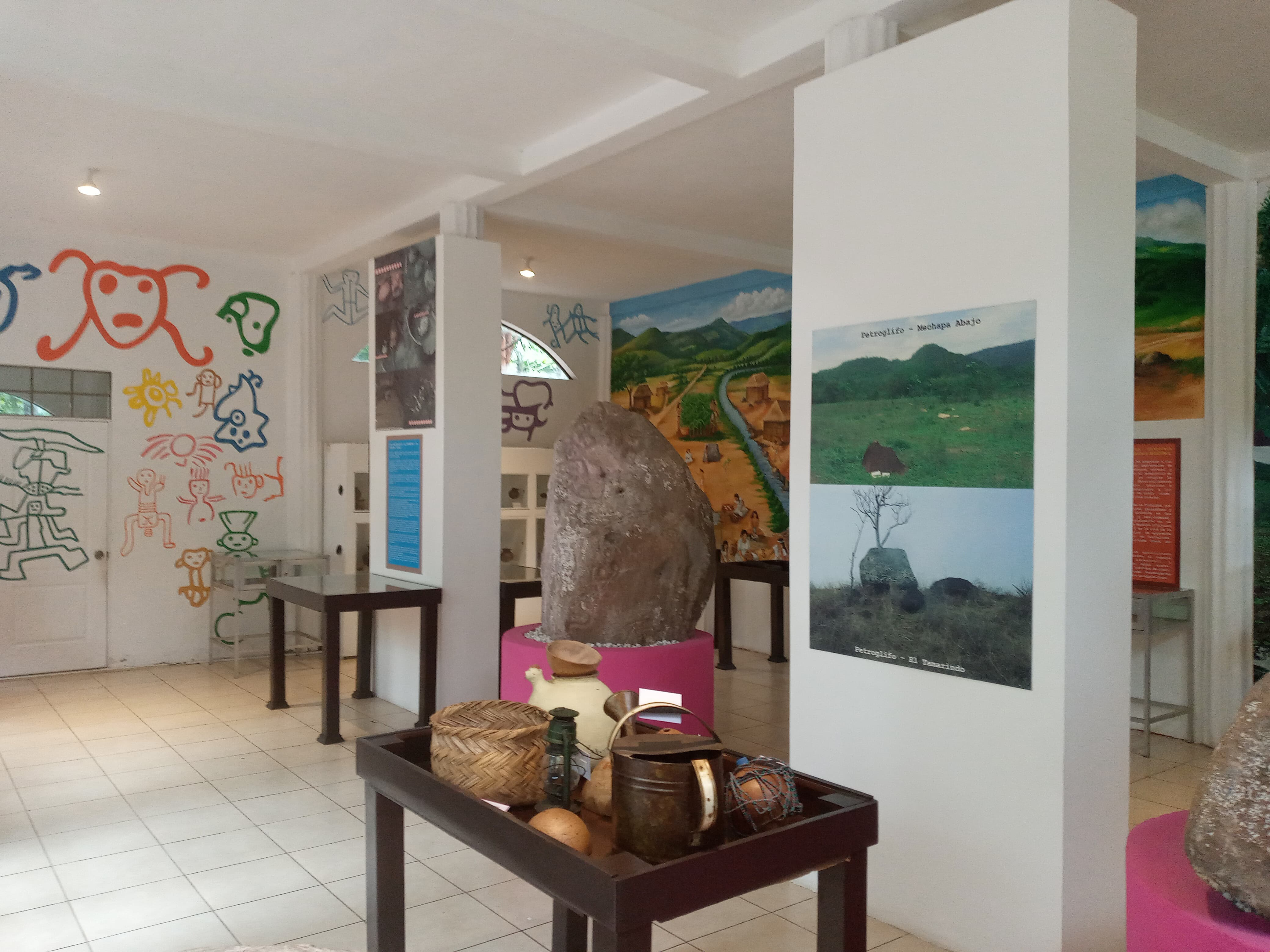
Museo Klaus Koschmieder

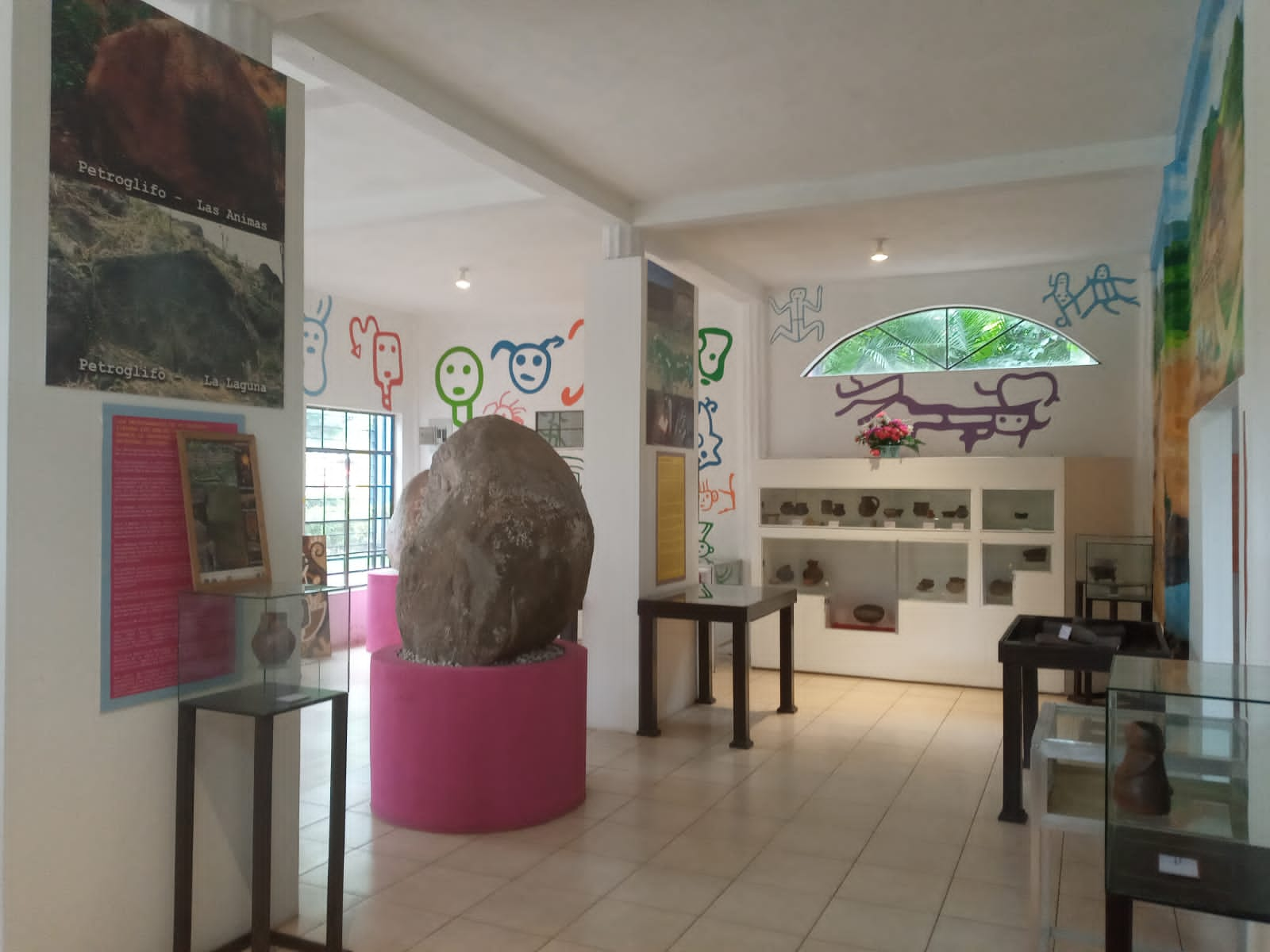
Vista del Museo Klaus Koschmieder

Durante la mayor parte de la época colonial pareciera que el territorio que hoy pertenece al municipio de La Trinidad estuvo desocupado. En algún momento a finales del siglo XVIII según la historia oral que los pobladores se han transmitido de generación a generación lo que hoy es La Trinidad era una hacienda ganadera conocida como "San José del Guasimal" propiedad de dos señoritas de apellido Garmendia originarias de Granada, las cuales según la historia a causa de una sequía se vieron obligadas a regresar a su ciudad natal dejando su hacienda en herencia a los pobladores posiblemente trabajadores de aquella misma hacienda y a la Virgen de la Merced.
El Guasimal fue un lugar de descanso de las grandes caravanas de carretas de mercaderes procedentes de Las Segovias que se dirigían rumbo a León a vender y comprar diversos productos. Algunos de estos mercaderes fueron poco a poco poblando el valle, de ellos se dice ahora que los triniteños sacaron ese gen de comerciantes que aún hoy es seña de identidad. En 1789 el sacerdote Pedro Ricardo Pérez de paso por el valle encontró un pequeño caserío, instó a los pobladores a fundar un pueblo, según la historia el sacerdote alsó su vista sobre el valle y vio los cerros que lo rodeaban. Tres grandes montañas: La Mocuana, El Hatillo y Oyanka, recordó entonces el misterio cristiano de la Divina Trinidad de Dios, fue así que dio por nombre "La Trinidad" al poblado y nombró como patronos a Jesús de la Caridad y a la Virgen de la Candelaria. El pueblo de La Trinidad prosperó muy lentamente pues en los libros parroquiales del año 1843 se le llama Reducción de la Santísima Trinidad en actas de confirmaciones administradas en ese año por Monseñor Remigio Salazar como delegado del vicario capitular de la diócesis de Nicaragua. Con el pasar del tiempo el nombre de La Trinidad sufrió algunos cambios pero siempre guardando su nombre original así encontramos que en algunos momentos de la historia La Trinidad es llamada Reducción de la Santísima Trinidad o Reducción de La Trinidad, con el pasar del tiempo obtiene el título de "Villa" y se conoce como Villa de La Trinidad. 
La Trinidad inicialmente permaneció bajo la influencia de León hasta la creación del departamento de Nueva Segovia al cual pasó a pertenecer y servía de límite con el departamento de Matagalpa, a inicios del año 1887 el alcalde de Jinotega en cabildo abierto envía una solicitud al gobierno para la creación de un departamento del cual Jinotega sería la cabecera y se incluiría en el nuevo departamento a la Villa de La Trinidad, la solicitud no tuvo mayor eco y en diciembre del año 1891 durante el gobierno del Doctor Roberto Sacasa y Sarria, se decide crear un nuevo departamento y establecer la cabecera del departamento en la Villa de Estelí, elevando a esta a la categoría de ciudad y se integró a la Villa de La Trinidad como parte del departamento de Estelí. Esto según la historia causó un fuerte malestar en los pobladores de la Villa de La Trinidad ya que para estos tiempos la Villa de La Trinidad tenía mayor movimiento comercial. De este conflicto surge un sentimiento localista en La Trinidad, los triniteños aún en la actualidad se perciben diferentes a los habitantes de Estelí. A raíz de cuestiones políticas el departamento de Estelí es disuelto el 8 de octubre de 1897 Estelí y La Trinidad fueron anexadas al departamento de Jinotega, hasta el año 1900 cuando el departamento es restablecido. El 18 de septiembre de 1962 la villa de La Trinidad fue elevada al rango de ciudad, gracias a las gestiones de la Doctora Olga Núñez de Saballos. Esto se hizo para resolver la disputa que se había producido al momento de la creación del departamento.

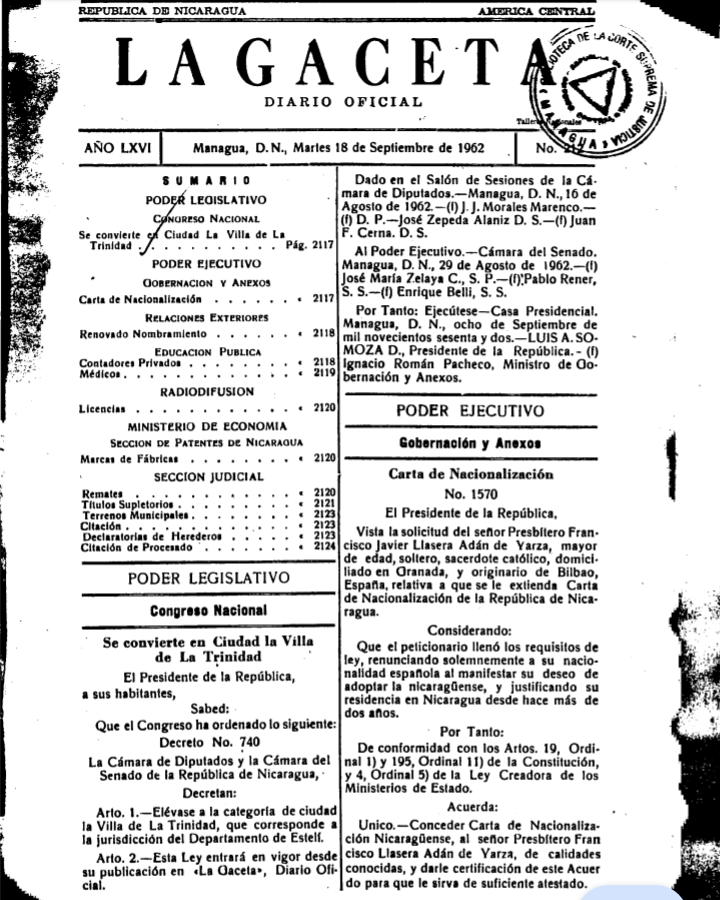
La Gaceta – 18 de septiembre de 1962. Se convierte en Ciudad a la Villa de La Trinidad

La Trinidad ha vivido constantes transformaciones con el pasar de los años, según los propios pobladores en los primeros años del siglo XX en La Trinidad se producían de manera artesanal sombreros de palma, posteriormente la producción de rosquillas fue la que ocupó un lugar preponderante hasta dar paso al nacimiento de la industria del pan. Para los años 1950 y 1960 ya la producción de pan en La Trinidad era especialmente reconocida pues el pan triniteño llegaba a muchos municipios,de este tiempo es que a los habitantes de La Trinidad se les comenzó a conocer como los "pan de amedio" según se dice este dicho se comenzó a popularizar en Matagalpa y venía de la expresión popular "ve ahí bien los del pan de amedio", esto es a razón que en esos años se producía en La Trinidad un pequeño pan que tenía el precio de medio centavo de córdoba. Así con el tiempo la industria panadera de La Trinidad ha continuado creciendo la ciudad se ganó el nombre de Ciudad del pan o Capital del pan. Hoy La Trinidad cuenta con más de 20 micro, pequeñas y medianas panaderías además de contar con la que se considera la panadería más grande de Nicaragua llamada hoy Panadería Aurami.

## Demografía
La Trinidad tiene una población actual de 22,704 habitantes. De la población total, el 49.5% son hombres y el 50.5% son mujeres. Casi el 57.6% de la población vive en la zona urbana.

## División territorial
Administrativamente el municipio de La Trinidad se divide en 12 microrregiones, de las cuales 11 microrregiones comprenden el área rural y una microrregión comprende el área urbana además de algunas pequeñas comunidades o caseríos próximos al área urbana. 
Algunas comunidades de La Trinidad son las siguientes:
- Tomabú
- La Caña
- La Concepción
- Las Ánimas
- La Pacaya
- El Rosario (Arriba y Abajo)
- La Sebadilla
- Mechapa (Arriba y Abajo)
- Las Lajas
- La Cañada
- Llano Largo
- San Lorenzo
- Licoroy
- Las Tablas
- Potrero de Oyanka

En total se contabilizan 56 comunidades y pequeños caseríos en el área rural, mientras que en el área urbana  se contabilizan 15 barrios. 
Si bien de manera oficial el municipio no ha adoptado una jerarquía entre sus núcleos poblacionales se da por sentado esta jerarquía ya que además del área urbana de La Trinidad como principal centro poblacional, se considera a San Francisco y La Caña como pequeños poblados semiurbanos.

## Economía
La economía del municipio se diferencia claramente entre la economía de su área urbana y el área rural.
En el área rural de La Trinidad, la economía se centra en los sectores agrícola y pecuario, según datos del IV CENAGRO (Censo Nacional Agrario) 2010-2011, el secor agrícola de La Trinidad contaba con más de 4,707 manzanas de tierra dedicadas a los cultivos anuales o temporales, de estos cultivos los principales son la cosecha de frijol rojo y maíz, y en menor medida sorgo y millón. Cabe destacar que en las áreas más frescas se cosecha tomate, repollo y sandías, además de otras frutas y verduras.
En el sector pecuario La Trinidad cuenta con un hato de 13,168 cabezas de ganado bovino. La Trinidad cuenta con la mayor producción avícola del departamento de Estelí y el mayor porcentaje de carne de pollo y huevos comercializados en la región de Las Segovias (Departamentos de Nueva Segovia, Madriz, Estelí).
En el área urbana sobresale la producción de pan está ciudad se ha ganado el título de "Ciudad del Pan" o "Capital del Pan". Con más de 20 micro, pequeñas y medianas panaderías, además de contar con la panadería Aurami que se considera la panadería más grande de Nicaragua. Según datos la producción panadera de La Trinidad asciende a más de 13 millones de bolsas de pan al año, la distribución de esta producción es prácticamente nacional en el caso de Aurami y regional en el caso de panaderías más pequeñas principalmente en la región Norte y Las Segovias, aproximadamente 100 vehículos (camiones de diferente tonelaje y camionetas) se encargan de la distribución del pan en más de 10,000 puntos de venta (mercados, supermercados, pulperías urbanas y rurales) convirtiéndose en una red de comercio distintiba de los habitantes de La Trinidad  ya que estos mismos vehículos transportan diferentes mercaderías desde La Trinidad a la región montañosa y viceversa al llevar productos de la región montañosa a distibuirce a La Trinidad y sus alrededores.
Además del sector de panaderías La Trinidad cuenta con una fábrica de puros del grupo Perdomo Cigars, una envasadora de aceite y un acopio de granos básicos que exporta principalmente a El Salvador. 

## Política
El municipio de La Trinidad, ha sido históricamente un bastión de los partidos liberales (derecha política) partidos que mantuvieron el gobierno municipal desde 1990 hasta 2013. La Unión Nacional Opositora (UNO) gobernó entre (1990-1996), la Alianza Liberal (AL) gobierno entre (1996-2000), el Partido Liberal Constitucionalista (PLC) gobernó entre (2000-2013). En las elecciones municipales de 2012 el partido FSLN (izquierda política) ganó las elecciones municipales por primera vez tomando el gobierno municipal de La Trinidad en 2013. En las elecciones municipales de 2017 el PLC derrota al FSLN y recupera el gobierno municipal de La Trinidad tomando posesión de la comuna en 2018. La importancia política de este municipio es reconocida en todo el país y especialmente en el departamento de Estelí donde La Trinidad es considerada el contrapeso político de la ciudad de Estelí. Puesto que de las 13 elecciones municipales y nacionales realizadas desde 1990 los partidos liberales se han impuesto en 11 elecciones, mientras el FSLN solo ha ganado en dos elecciones. Durante el gobierno de los Somoza de La Trinidad, tuvo como representante en el congreso nacional al diputado Héctor Mairena, quien ocupó su cargo de diputado por más de 30 años.

## Cultura

### Música
Los Mokuanes, grupo de música popular de la década de los años 1960, procedía de La Trinidad.

## Religión
Cuenta con varias denominaciones religiosas de las cuales sobresalen la Iglesia católica y la Iglesia evangélica. Sus fiestas patronales son el 2 y 3 de febrero en el cual se celebra la fiesta de Nuestra Señora de la Candelaria. durante últimos años la religión evangélica ha tenido un incremento considerable, pero aun con una preponderancia de la religión católica.

## Transporte
La Trinidad está ubicada sobre la Carretera Panamericana y por lo tanto tiene buenas conexiones viales con la mayor parte del país.